# 無外如大
無外如大（むがいにょだい、貞応2年（1223年）?  -  永仁6年（1298年）?）は、鎌倉時代後期の禅宗の尼僧。無学祖元のもとで学び、また尼五山第一である景愛寺の開祖となった。中世・近世を通じて女性の高僧と評されて多くの伝承が伝わるが、その生涯については不明な点が多い。また俗名を千代野と伝える伝承があり、時に安達千代野と同一視されるが、別人とする説が有力。また、号は無着とする伝承もあるが、無外如大伝承の混乱は別人の無着と混同されたことが原因とする説もある。本記事では、無着は無外如大と別人の名前として記す。

## 生涯
無外如大の伝記は混乱があり、その生涯は不明なことが多いが、それらの混乱は南北朝時代ごろには生じていたと考えられている。以下、無外如大の伝記としてよく引用される『延宝伝燈録』（延宝6年（1678年）成立。以下、伝燈録）を中心として見ていく。

### 名前
『伝燈録』は、初名は千代野で、別号を無着と記している。千代野は後述するように無外如大の死後に別の説話が組み込まれたとする説があり、また別号が無着であった可能性は否定できないものの、同号の別人の伝承が無外如大伝承に混同された可能性が指摘されている。

### 生没年と父親・夫
『伝燈録』には、遷化は永仁6年11月28日で没年齢は76歳、父親は安達泰盛、夫は金沢越後守某と記される。このうち没年齢の76歳は、鎌倉・南北朝時代の史料『無象和尚語録』でも確認できるので誤りの可能性は低い。しかし没年については他資料との矛盾が指摘されている。『仏照禅師語録』には、無外如大の没後に白雲慧暁が拈香などを行ったと記されているが、白雲慧暁の没年は永仁5年であり、無外如大の没年が永仁6年とは考え難い。
また、この『伝燈録』による生没年が正しいとすると、無外如大は父の泰盛よりも年上となり、ここでも矛盾が生じる。これについて関靖（1951年）は、父親を泰盛の祖父・安達影盛の誤記と推測し、また、山家浩樹（1998年）は、父親と夫についての記述は同号（無着）の別人の事績が混同されたと推測している。なお山家は、無外如大に関連する寺院の由緒などから、無外如大を足利尊氏の母・上杉清子の縁者と推測している。

### 出家

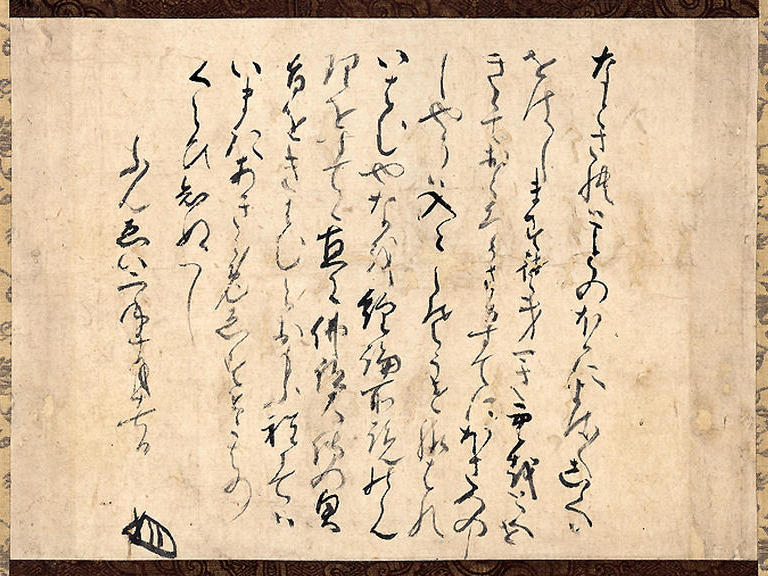
尼・無外如大かな文
（MIHO MUSEUM）

『伝燈録』は、夫と死別したのち上京して仏門に入り、資寿精舎（資寿院）を構えたと記す。この記述は14世紀中頃成立の『資寿院置文』を引用したものと考えられるが、それによればこれらは無着（金沢顕時の妻）の事績であり、山家は、無外如大と無着が混同されたことにより無外如大の伝承に入り込んだと推測している。
出家した時期について『伝燈録』は、無学祖元より戒を受けたと記すが、無学祖元が来日した弘安2年（1279年）よりも早い時期に、別の誰かに師事して出家していた可能性が高く、MIHO MUSEUM所蔵の『尼・無外如大かな文』によれば、文永2年（1265年）10月17日時点で出家をしていた可能性がある。伝説では「美しい顔を理由に出家を断られたため、熱した鉄棒で自らの顔を焼き、出家を許された」とされるが、類似する説話は他の禅宗尼僧にも見られるため史実性は疑わしい。
『伝燈録』によれば、上杉氏と二階堂氏が景愛寺を建立し、無外如大はその第一代に就いたとされる。景愛寺を開山した無外、あるいは如大と名乗る尼僧が居たことは、鎌倉期の史料でも確認でき、ほぼ間違いない。景愛寺の建立時期は不明だが、『宝鏡寺文書』には、建治3年（1277年）に寺地が寄進されたと記されており、この頃に建立されたと考えられる。
『正脈院碑銘』によると、無外如大は弘安8年（1285年）に鎌倉の無学祖元の元に参じた。無学祖元の語録である『仏光国師語録』にも「如大大師請讃（景愛寺長老）」と記されており、当時からその徳を称えられる存在であった。
近世の伝記によれば、無学祖元が没する直前に無外如大を後継者と認めて自身の「無」の字を与えたとする。無外如大は建武元年（1334年）に無学祖元の塔所として正脈院を創建した。正脈院は、後に高師直によって真如寺となるなど、足利将軍家との繋がりが深い。

### 没後の評価
無外如大の百年忌では絶海中津が拈香を行うなど、無外如大は夢窓疎石の夢窓派によって長く徳が讃えられ、江戸時代に至ると中世の尼僧の象徴的存在となった。そのために「日本で最初に禅僧の資格を得た女性」と称されるようになるが、舘隆志（2008年）は、無外如大より前に渡来僧に認められた尼僧が存しており事実ではないとする。一方でこうした伝承からも、後世の評価の高さが窺える。
しかし、明治以降の仏教研究は停滞しており、特に女性である無外如大はその業績に反して研究されなかった。無外如大に早くから注目したのは西洋の研究者であり、バーバラ・ルーシュがその代表者とされている。2023年には生誕800年を迎えたため、その遺徳を伝えるべく中世日本研究所が無外如大プロジェクトとして資料集を出版した。

## 千代野伝説
『伝燈録』を始めとして、無外如大の初名を千代野（千代能）とする伝承は多いが、古い史料では確認できない。西山美香は、室町時代末期に成立した『大徳寺夜話』に無外如大と千代野が別々に収録されていることから、この頃までは別人として認識されていたとしている。また山家は、元々は美濃に伝わっていた千代野伝説が、15世紀中頃に無外如大の伝承に取り込まれたのであろうとしている。
美濃の千代野伝説は、東福寺の僧・大極の日記『碧山日録』に記されている。大極は、美濃国関にある大雄寺に居た時に次のような話を聞いたと記している。
徳田和夫や米田真理子は、この伝承は奈良絵本などに見られる説話と類似しており、その成立は室町末期（14世紀末）とみられ、熊野信仰圏で発生したとしている。山家は、宝慈院に美濃紙を扱う商人が出入りしていた事、あるいは開祖を無外如大とする関市の松見寺に千代野伝説が現在も伝承しているが、その一帯が臨済宗相国寺の所領であった事などから、15世紀半ばごろに美濃の千代野伝説が無外如大の伝承に取り込まれたと推測している。
この逸話は白隠の禅画の題材にもなっており「千代のふがたのみし桶の底ぬけてみづたまらねば月もやどらず」の賛が詠まれている。またこの伝承は、鎌倉市の海蔵寺の底脱の井にも見られるが、永井晋は、江戸時代の称名寺の史料に海蔵寺の開祖は無着（安達千代野）と記されており、千代野伝説は安達千代野伝承とも混同されたとする。

## 文化財
無外如大に由来する文化財として、宝慈院に伝わる頂相彫刻と、大聖寺に伝わる直筆の書状がある。いずれも鎌倉時代後期で重要文化財。この2点は景愛寺の住持職に継承されたものとされ、特に頂相彫刻は無外如大が理想の尼僧として崇敬されていた事を示すとされる。このほかにも、無外如大の書状と伝わる文書が数点ある。